# Caleta Olivia Airport
Caleta Olivia Airport är en flygplats i Argentina.   Den ligger i provinsen Santa Cruz, i den södra delen av landet, 1 500 km sydväst om huvudstaden Buenos Aires. Caleta Olivia Airport ligger 27 meter över havet.
Terrängen runt Caleta Olivia Airport är huvudsakligen platt, men åt sydväst är den kuperad. Havet är nära Caleta Olivia Airport åt nordost. Närmaste större samhälle är Caleta Olivia, 8,6 km sydost om Caleta Olivia Airport.
Omgivningarna runt Caleta Olivia Airport är i huvudsak ett öppet busklandskap. Trakten runt Caleta Olivia Airport är nära nog obefolkad, med mindre än två invånare per kvadratkilometer.